# 泰國—科索沃關係
泰國－科索沃關係是指泰王国与科索沃共和國的双边关系，泰国于2013年9月24日承认科索沃为独立国家，同年11月22日建交。

## 历史概况
泰国自2012年以来就通过阿尔巴尼亚政府试图与科索沃建立外交联系，当年3月，阿爾巴尼亞副總理兼外交部長埃德蒙德·哈吉纳斯托访问曼谷时，表示泰国已经计划承认科索沃为独立主权国家。5月5日，泰国副总理素拉蓬·多威差猜恭接见了科索沃外交部长恩维尔·霍克斯哈伊，素拉蓬表示科索沃的独立促进了欧洲地区的安全。翌日，泰国外交部副部长朱拉蓬表示两国将会建交。2013年9月24日，泰国承认科索沃为独立国家，同年11月22日，泰国总理英拉签署决议，宣布两国建交。
两国建交后关系友好进展，2017年，科索沃政府在曼谷开设其位于东南亚的首个大使馆，并兼辖有外交关系的马来西亚、文莱、新加坡及马尔代夫。而泰国尚未在普里什蒂纳设立大使馆，对科索沃的相关事务由泰国驻匈牙利大使馆兼轄。
在泰国国际研究生计划（TIPP）下，泰国政府正定期发放全额奖学金，提供科索沃學生申請赴泰研習深造。

## 外部連結
- 泰国驻匈牙利大使馆 （页面存档备份，存于）
- 科索沃驻泰国大使馆 （页面存档备份，存于）的Twitter帐户